# Райт (округ, Айова)
Райт (англ. Wright County) — округ в штате Айова, США. Официально образован в 1851 году. По состоянию на 2010 год, численность населения составляла 13 229 человека. Получил своё название в честь американского политического и государственного деятеля Сайлеса Райта.

## География
По данным Бюро переписи США, общая площадь округа равняется 1 508,780 км2, из которых 1 504,066 км2 суша и 4,714 км2 или 0,310 % это водоёмы.

## Население
По данным переписи населения 2000 года в округе проживает 14 334 жителей в составе 5 940 домашних хозяйств и 3 938 семей. Плотность населения составляет 10,00 человек на км2. На территории округа насчитывается 6 559 жилых строений, при плотности застройки около 4-х строений на км2. Расовый состав населения: белые — 95,93 %, афроамериканцы — 0,17 %, коренные американцы (индейцы) — 0,18 %, азиаты — 0,20 %, гавайцы — 0,00 %, представители других рас — 2,90 %, представители двух или более рас — 0,63 %. Испаноязычные составляли 4,93 % населения независимо от расы.
В составе 28,40 % из общего числа домашних хозяйств проживают дети в возрасте до 18 лет, 57,30 % домашних хозяйств представляют собой супружеские пары проживающие вместе, 6,20 % домашних хозяйств представляют собой одиноких женщин без супруга, 33,70 % домашних хозяйств не имеют отношения к семьям, 30,20 % домашних хозяйств состоят из одного человека, 16,30 % домашних хозяйств состоят из престарелых (65 лет и старше), проживающих в одиночестве. Средний размер домашнего хозяйства составляет 2,36 человека, и средний размер семьи 2,92 человека.
Возрастной состав округа: 24,50 % моложе 18 лет, 6,50 % от 18 до 24, 24,50 % от 25 до 44, 23,30 % от 45 до 64 и 21,20 % от 65 и старше. Средний возраст жителя округа 41 лет. На каждые 100 женщин приходится 96,20 мужчин. На каждые 100 женщин старше 18 лет приходится 92,30 мужчин.
Средний доход на домохозяйство в округе составлял 36 197 USD, на семью — 44 043 USD. Среднестатистический заработок мужчины был 29 398 USD против 21 222 USD для женщины. Доход на душу населения составлял 18 247 USD. Около 4,20 % семей и 7,00 % общего населения находились ниже черты бедности, в том числе — 7,70 % молодежи (тех, кому ещё не исполнилось 18 лет) и 6,40 % тех, кому было уже больше 65 лет.